# Aporrea
Asamblea Popular Revolucionaria Americana o Aporrea es un portal web venezolano con carácter socio-político y cultural, con información explicada desde el punto de vista de los simpatizantes del presidente de Venezuela Hugo Chávez y la Revolución Bolivariana. Aporrea.org es miembro de la Asociación Nacional de Medios Comunitarios, Libres y Alternativos (ANMCLA).

## Historia
Aporrea fue creado en mayo del 2002 como sitio web de la Asamblea Popular Revolucionaria a raíz del Golpe de Estado del 11 de abril de ese año, al que ellos se refieren como "el golpe mediático". A partir de ese hecho, se han creado numerosas alternativas comunicacionales afines al gobierno socialista venezolano, con el fin de buscar un equilibrio de la información y dar su punto de vista sobre las declaraciones hechas por los medios de comunicación privados sobre el gobierno de Venezuela.
En el año 2006, Aporrea recibió el Premio Nacional de Periodismo Alternativo, evento patrocinado por el Ministerio de Comunicación e Información.
En febrero de 2019, el presidente Nicolás Maduro Moros, ordena el bloqueo de la página web.
Un día después del bloqueo total del dominio, la página web fue abandonada y vuelto a reactivar por un grupo centroizquierdista.
El 23 de febrero de 2023, Aporrea fue objeto de un bloqueo de DNS, denunciado por su director Gonzalo Gómez.

## Críticas
Aunque Aporrea dice tener como política la no discriminación por ningún concepto, sus críticos señalan que no sería una tribuna abierta para que el pueblo logre comunicarse con sus gobernantes. Según Manuel Laya, Aporrea ya no sirve para sus propósitos originales y quedó como un instrumento de la Quinta columna para entorpecer el flujo de información.
Según un artículo del periódico Tal Cual, el portal de Aporrea decide controlar a sus usuarios y los comentarios que en esa página se emiten.
En la sección Nosotros del portal se afirma que:

"[...] A lo largo de nuestra trayectoria hemos rechazado la publicación de material que promueva la homofobia, el racismo, al anti-semitismo y la xenofobia. Sin embargo, la gran cantidad de material y la diversidad e inconsistencia reinante en nuestro equipo de moderadores, hace que en ocasiones se cuele algún contenido que viole estos principios".
Sitio web www.aporrea.org

A pesar de lo anterior, en el portal permanecen publicados desde hace años distintos artículos de opinión susceptibles de ser interpretados como libelos antisemitas.
Esta situación ha sido denunciada por entidades defensoras de derechos humanos como la Liga Antidifamación, que en un informe señaló hasta 136 artículos considerados como antisemitas, y el Centro Simon Wiesenthal. Asociaciones judías del exterior, como la DAIA, también presentaron informes al respecto.
Distintos medios de comunicación también han cubierto este tipo de denuncias, siendo el caso más sonado el generado a partir de la publicación del artículo por el profesor de la Universidad Bolivariana de Venezuela Emilio Silva, quien llamaba a "denunciar públicamente con nombre y apellido a los integrantes de grupos judíos de poder con presencia en Venezuela, indicando las empresas de su propiedad para boicotearlas" y a "emplazar públicamente a todo judío que se encuentre en cualquier calle, centro comercial, plaza, etc., a que tome posición, vociferándole consignas a favor de Palestina y en contra del estado-aborto de Israel", artículo que fue posteriormente retirado.